# تايزو كاماي
تايزو كاماي (باليابانية: 駒井 泰三) (14 يونيو 1973 في أوساكا في اليابان – )؛ هو لاعب كرة قدم سابق كان يلعب كلاعب وسط.